# Tempo de queda livre
O  tempo de queda livre é o tempo característico que levaria um corpo a entrar em colapso sob sua própria atração gravitacional, se não existissem outras forças para se opor ao colapso.  Como tal, desempenha um papel fundamental na definição da escala de tempo para uma ampla variedade de processos astrofísicos—da formação de estrelas a heliosismologia a supernovas—na qual a gravidade desempenha um papel dominante.

## Derivação

### Queda em uma fonte pontual de gravidade
É relativamente simples derivar o tempo de queda livre aplicando a Terceira Lei  de Kepler do movimento planetário para um órbita elíptica degenerada.  Considerando-se um ponto máximo {\displaystyle m} à distância {\displaystyle R} de um ponto de origem de massa {\displaystyle M} o qual cai radialmente em direção a ele. (Crucialmente, a Terceira Lei  de Kepler depende apenas do semieixo maior da órbita e não depende da excentricidade).  Uma trajetória puramente radial é um exemplo de elipse degenerada com excentricidade de 1 e semieixo maior {\displaystyle R/2}.  Portanto, o tempo que um corpo levaria para cair para dentro, girar e retornar à sua posição original é igual ao período de uma órbita circular de raio {\displaystyle R/2}, pela Terceira Lei  de Kepler:
{\displaystyle t_{\text{orbit}}={\frac {2\pi }{\sqrt {G(M+m)}}}\left({\frac {R}{2}}\right)^{3/2}={\frac {\pi R^{3/2}}{\sqrt {2G(M+m)}}}.}
Para ver que o semieixo maior é {\displaystyle R/2}, deve-se examinar as propriedades das órbitas à medida que elas se tornam cada vez mais elípticas.  A Primeira Lei  de Kepler afirma que uma órbita é uma elipse com o centro de massa como um foco. No caso de uma massa muito pequena caindo em direção a uma massa muito grande {\displaystyle M}, o centro de massa está dentro da massa maior.  O foco de uma elipse está cada vez mais descentralizado com o aumento da elipticidade. No caso limite de uma elipse degenerada com excentricidade de 1, o maior diâmetro da órbita se estende a partir da posição inicial do objeto em queda {\displaystyle R} para a fonte pontual de massa {\displaystyle M}.  Em outras palavras, a elipse se torna uma linha de comprimento {\displaystyle R}.  O semieixo maior tem metade da largura da elipse ao longo do eixo longo, que no caso degenerado se torna {\displaystyle R/2}.
Se o corpo em queda livre completasse uma órbita completa, começaria a uma distância {\displaystyle R} da massa da fonte pontual {\displaystyle M}, caia para dentro até atingir aquela fonte pontual e depois retorne à sua posição original.  Em sistemas reais, a massa da fonte pontual não é verdadeiramente uma fonte pontual e o corpo em queda eventualmente colide com alguma superfície.  Assim, completa apenas metade da órbita.  Mas a órbita é simétrica, então o tempo de queda livre é metade do período.
{\displaystyle t_{\text{ff}}=t_{\text{orbit}}/2={\frac {\pi }{2}}{\frac {R^{3/2}}{\sqrt {2G(M+m)}}}}
(Esta fórmula também decorre do fórmula para o tempo de queda em função da posição.)
Por exemplo, o tempo para um objeto na órbita da Terra em torno do Sol com período {\displaystyle P=1} ano para cair no Sol se fosse repentinamente parado em órbita, seria {\displaystyle {\frac {1}{2}}{\frac {P}{2^{3/2}}}={\frac {P}{\sqrt {32}}}.}
Isso é cerca de 64,6 dias.

### Queda de uma distribuição de massa esfericamente simétrica
Considere-se um caso em que a massa {\displaystyle M} não seja uma massa pontual, mas está distribuída em uma distribuição esfericamente simétrica em torno do centro, com uma densidade de massa média {\displaystyle \rho },
{\displaystyle \rho ={\frac {3M}{4\pi R^{3}}},}
onde o volume de uma esfera é: {\textstyle {{\frac {4}{3}}\pi R^{3}}.}
Suponhamos que a única força atuante seja a gravidade. Então, como demonstrado pela primeira vez por Newton, e pode ser facilmente demonstrado usando o teorema da divergência, a aceleração da gravidade a qualquer distância {\displaystyle R} do centro da esfera depende apenas da massa total contida dentro de {\displaystyle R}.  A consequência deste resultado é que se imaginarmos quebrar a esfera em uma série de cascas concêntricas, cada casca entraria em colapso apenas após as cascas interiores a ela, e nenhuma casca se cruzaria durante o colapso. Como resultado, o tempo de queda livre de uma partícula de teste em {\displaystyle R} pode ser expresso apenas em termos da massa total {\displaystyle M} interior a ele. Em termos da densidade média interior a {\displaystyle R}, o tempo de queda livre é 
{\displaystyle t_{\text{ff}}={\sqrt {\frac {3\pi }{32G\rho }}}\simeq 0.5427{\frac {1}{\sqrt {G\rho }}}\simeq 66430\,{\frac {1}{\sqrt {\rho }}}}
onde este último está em unidades SI.
Este resultado é exatamente o mesmo da seção anterior quando {\displaystyle M\gg m}.

## Aplicações
O tempo de queda livre é uma estimativa muito útil da escala de tempo relevante para vários processos astrofísicos. Para ter uma ideia de sua aplicação, podemos escrever
{\displaystyle t_{\text{ff}}\simeq {\frac {35\,{\mbox{min}}}{\sqrt {\rho \ ({\mbox{g}}\cdot {\mbox{cm}}^{-3})}}}}
Aqui estimamos o valor numérico para o tempo de queda livre em aproximadamente 35 minutos para um corpo de densidade média 1 g/cm3.

## Comparação
Para um objeto caindo do infinito em uma órbita de captura, o tempo que leva de uma determinada posição para cair até a massa do ponto central é o mesmo que o tempo de queda livre, exceto por uma constante {\displaystyle {\frac {4}{3\pi }}\approx 0.42}.